# Schiffercompagnie

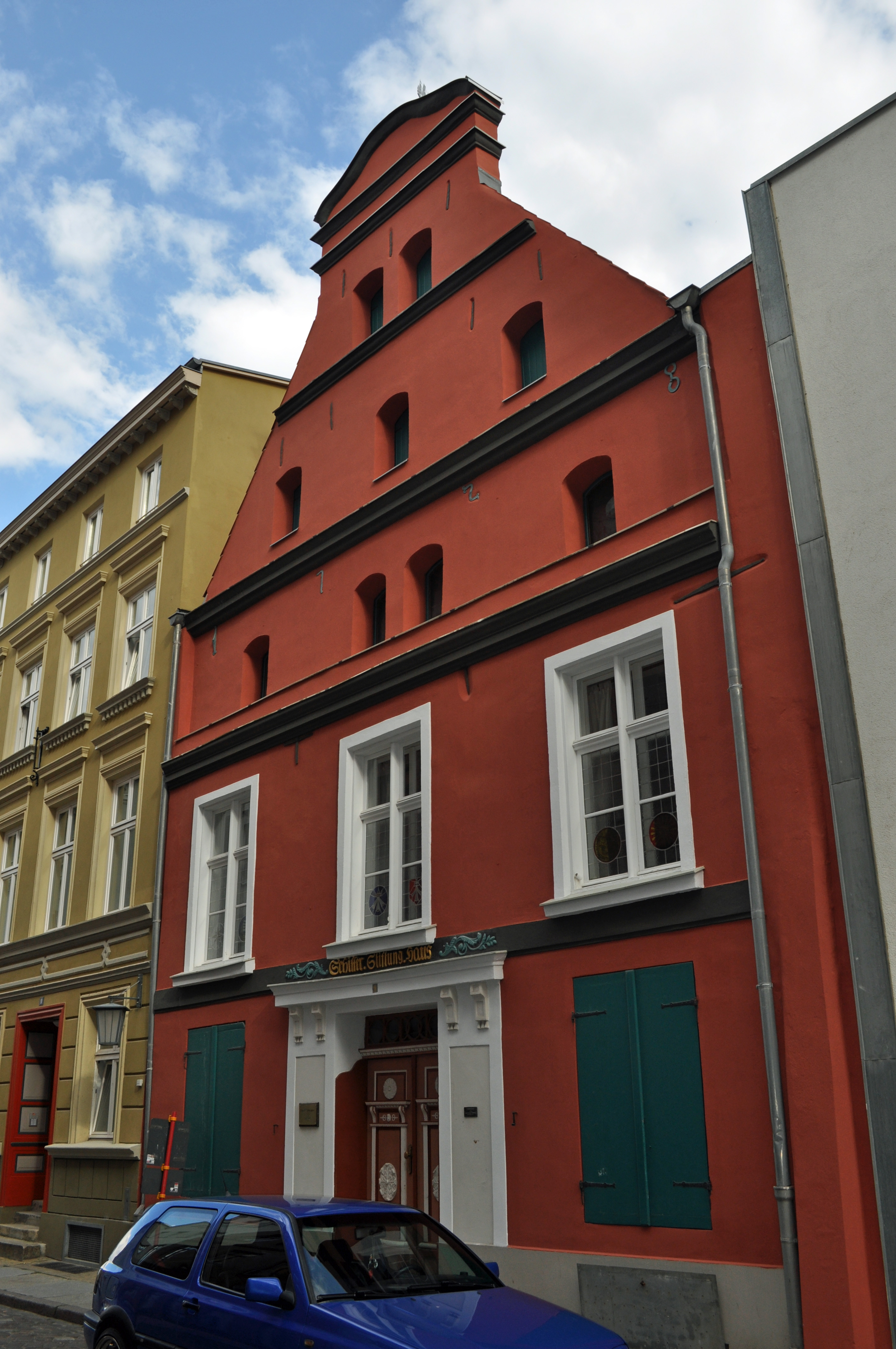
Gebäude der Schiffercompagnie in der Frankenstraße 9 (2011)

Die Schiffercompagnie, auch historisch Schiffer-Kompanie geschrieben, ist ein seit 1488 in der Hansestadt Stralsund bestehender Zusammenschluss Stralsunder Seefahrer zum Zwecke des gegenseitigen Schutzes und der Zusammenarbeit sowie der sozialen Sicherung von Hinterbliebenen. Ihren Sitz hat sie in der Stralsunder Frankenstraße 9.

## Geschichte
Die Schiffercompagnie wurde 1488 als St. Marienbruderschaft der Schiffer in Stralsund in der Hansestadt Stralsund gegründet. In der Gründungsurkunde, einem 37 Pergamentseiten umfassenden Dokument, welches bis heute erhalten geblieben ist, heißt es dazu:

„In Gottes Namen Amen. So ist es geschehen nach Gottes Wort im Jahre 1488 im Monat Januar, dass einen Schiffer zum Sunde gestiftet und angehoben Gott zu Lobe und zu Ehren, seiner gebendeieten Mutter Maria zu Ehren, und zu Ehren des heiligen Apostels St. Jakobus, St. Annen, St. Christopher, St. Clara, zum Trost und Seligkeit aller Christenseelen. Amen.“

Nachfolgend sind die Namen von 50 Schiffern aufgeführt. Am 11. November 1488 spendeten vier Stralsunder Schiffer Geld für die heilige Maria.
Am 12. Januar 1489 war die Gründung abgeschlossen. Als Altermänner wurden an diesem Tage Jakob Roleke und Matthias Radevan gewählt. Die Bruderschaft gab sich ein Statut, welches als Hauptziele die Unterstützung Bedürftiger, den Schutz der Reeder und Schiffer vor Übergriffen auf ihr Eigentum und den Erhalt der Ordnung der Schifffahrt ausgab. Wahrscheinlich wurden die ersten 21 Artikel gleich bei Gründung der Bruderschaft niedergeschrieben. Die Bruderschaft emanzipierte sich nicht ausdrücklich vom Rat der Stadt; auf diesen verweist allerdings tatsächlich nur ein Artikel, in dem der Rat zur Zustimmung zur Errichtung eines Altars in der Nikolaikirche (der heilige Nikolai gilt als Schutzpatron der Seefahrer) aufgefordert wird.
1502 jedoch gab es erste Eingriffe in die inneren Angelegenheiten seitens des Rates, der die Bruderschaft bis dahin ob ihres sozialen Engagements geduldet hatte. Im Artikel 25 schrieb der Magistrat der Bruderschaft nunmehr vor, dass nur seefahrende Männer aufzunehmen seien. Auch die Ordnung der Feierlichkeiten wurde vom Rat diktiert. 1624 erließ der Rat der Stadt eine komplette Ordnung für die "Schiffer-Gesellschaft".
Bei der Abwehr der Belagerung Stralsunds durch Wallensteins Truppen ab Februar 1628, als Graf Arnim den Dänholm besetzte und diesen nur gegen Lösegeld räumte, tat sich ein Mitglied der Schiffercompagnie besonders hervor: Peter Blome, der später Admiral der schwedischen Truppen wurde, erhielt vom Rat den Auftrag zur Leitung der Stralsunder Flotte. Am 5. April 1628 erzwang er die Räumung des Dänholms, der von Arnim heimlich wieder besetzt worden war. Blome wurde 1630 zum Altermann der Schiffercompagnie gewählt.
Die Chroniken der Schiffercompagnie weisen für die Zeit nach Beendigung des Dreißigjährigen Krieges die Almosenempfänger namentlich aus. So bat ein Martinus Dülflahn aus Bützow "...weil ich wegen Verwüstung meines Kirchspiels mich allhie noch aufhalten muss, und die Nahrung mir sehr geringe wird, so ist an den Herrn Altermann mein gantz freundliches Bitten, er wolle in Betrachtung meines elenden Zustandes doch bei Ausspendung an die anderen Armen und Nothleidenden und Elenden doch auch meiner gedenken, auff dass ich ein Antheilcken von dem beneficio emppfangen möge Stralsund, 3. Januar 1641." Weitere Eintragungen über Spenden für Bedürftige bezeugen die soziale Komponente der Bruderschaft. 1702 sind 93 arme Almosenempfänger verzeichnet.
Mit dem Beginn der schwedischen Herrschaft in Stralsund wurden die Rechte der Bruderschaft durch schwedische Erlasse teilweise beschnitten. Zahlreiche solche Verordnungen sind im Archiv der Schiffercompagnie aufbewahrt. 1766 wurden die Schiffer des schwedischen Mutterlandes bei Zollangelegenheiten bessergestellt als ihre Stralsunder Kollegen. In einem eigentlich als Huldigungsschreiben an den gerade auf den Thron gekommenen König Gustav III. ist neben einer Huldigung hauptsächlich eine Beschwerde über diese Ungerechtigkeiten nachzulesen.
1979 wurde erstmals auch eine Frau aufgenommen und in das seit dem Jahr 1693 durchgehend geführte Brüderbuch eingetragen. Die Stralsunder Schiffercompagnie existiert noch heute und wird in der Form eines Vereins betrieben. Zu den traditionellen Veranstaltungen gehört das Schaffermahl.